# Hardy Eisenstädter
Hardy Eisenstädter (* 1939 im Königreich Ägypten) ist ein ehemaliger österreichischer Vielseitigkeitsreiter, Brigadier, Dolmetscher und Autor.

## Leben und Wirken
Hardy Eisenstädter wurde im Jahre 1939 als ältester Sohn von Margarete Eisenstädter, später unter dem Namen Margarete Haimberger-Tanzer eine angesehene Juristin, Staatsanwältin und Richterin, im damaligen Königreich Ägypten geboren. Erst als 16-Jähriger kam er nach Österreich, wo er an der Theresianischen Militärakademie in Wiener Neustadt die Ausbildung zum Offizier absolvierte. In weiterer Folge war er an der Landesverteidigungsakademie in Wien in der Grundlagenforschung für den Nahen Osten zuständig und leistete aufgrund seiner ausgezeichneten Arabischkenntnisse wertvolle Dienste. Als gerichtlich beeideter Dolmetscher für Arabisch begleitete er den damaligen Bundeskanzler Bruno Kreisky sowie andere Regierungsmitglieder. Eisenstädter war am 28. September 1973 auch die erste Person, die bei der Geiselnahme in Marchegg die genauen Forderungen der palästinensischen Terroristen erfuhr.
Dabei wurde Eisenstädter, zu diesem Zeitpunkt noch im Rang eines Hauptmannes, am Vormittag des besagten Tages von der Polizei abgeholt und zum Flughafen Wien-Schwechat gebracht, wohin sich die Geiselnehmer mitsamt ihren Geiseln hatten fahren lassen. Am Flughafen angekommen, waren schon der damalige Innenminister Otto Rösch, sowie weitere hohe Beamte des Innenministeriums und des Sicherheitsdienstes vor Ort. Aufgrund eines direkten Auftrags des Innenministers sollte Rösch auf das Flugfeld fahren und mit den Terroristen verhandeln. Anfangs für einen Agenten des Mossad gehalten, musste sich Eisenstädter mit vorgehaltener Waffe identifizieren, ehe die Mitglieder der palästinensischen Gruppe as-Sa'iqa sich bereit erklärten, mit ihm zu reden. Die Palästinenser forderten die Schließung des Transitlagers sowjetischer Juden im Schloss Schönau, eine diesbezüglich Vereinbarung mit der österreichischen Regierung, sowie eine Bestätigung des ganzen Prozedere durch arabische Botschafter in Wien. Des Weiteren forderten sie eine unbehelligte Ausreise mit den Geiseln in ein arabisches Land, um sie dort gegen palästinensische Gefangene auszutauschen.
Nach anfänglichen Problemen – es war Wochenende und bei den Botschaften niemand erreichbar – konnte mit den Palästinensern nach 13 Stunden langen Verhandlungen in nunmehriger Begleitung arabischer Botschafter Einigungen getroffen werden. Neben dem libanesischen Botschafter war auch der libysche Botschafter Mahmud Al-Ghadsmi federführend bei den Verhandlungen, die die Schließung des Transitlagers, die Freilassung der Geiseln und das sichere Geleit der Geiselnehmer nach Tripolis zur Folge hatte. Eisenstädter fand in weiterer Folge weder im offiziellen Bericht der Bundesregierung, noch in den öffentlichen Medien Erwähnung. Weiters erhielt er – im Gegensatz zu allen anderen Beteiligten – keine Auszeichnung für seine Bemühungen. Von Beamtenseite wurde seine Rolle als Einmischung betrachtet.
Auch Jahre später bekam Eisenstädter diese negative Haltung immer wieder zu spüren. Kreisky hatte ihn oftmals für Vermittlungsmissionen im Nahen Osten eingesetzt, was den offiziellen diplomatischen Kanälen missfiel. Auch rund drei Jahrzehnte nach der Geiselnahme von Marchegg bekam er diese Haltung zu spüren, als er im Jahre 2000 bei den Spannungen zwischen den österreichischen UN-Truppen am Golan und der dortigen Bevölkerung intervenierte. Dabei hatte er bereits einen Kontakt zum Generalsekretär der Hisbollah, Hassan Nasrallah, hergestellt, um die Freilassung vier israelischer Geiseln zu erreichen, ehe dieser Auftrag vom österreichischen Außenministerium abgebrochen wurde und Deutschland die weiteren Bemühungen übernahm.
Im Laufe seiner militärischen Karriere stieg Eisenstädter bis zum Rang eines Brigadiers auf. Heute lebt er im 13. Wiener Gemeindebezirk Hietzing und ist weiterhin als gerichtlich beeideter Dolmetscher für Arabisch eingetragen. Des Weiteren ist er Sachbuchautor zum Thema Pferde und Reitunfälle. Im Jahre 1972 wurde er österreichischer Staatsmeister in der Vielseitigkeit. Im Pferdesport tritt er auch noch regelmäßig als Turnierbeauftragter und Turnierrichter in Erscheinung.

## Werke (Auswahl)
- Ein Ritt durch den Paragraphenparcours
- Das ÖBH als Vorreiter im Bereich Umweltschutz? Umweltstandards und Umwelterziehung im Österreichischen Bundesheer – Erfolge und offene Fragen. In: Dr. Christian Wagnsonner (Hrsg.), MilSup MMag. Stefan Gugerel (Hrsg.): Krieg mit der Natur? Militärische Einsätze zwischen Beherrschung des Geländes und Bewahrung der Umwelt. 2013, ISBN 978-3-902761-15-6. S. 73 bis 85